# Amphimallon caucasicum
Amphimallon caucasicum är en skalbaggsart som beskrevs av Gyllenhall 1817. Amphimallon caucasicum ingår i släktet Amphimallon och familjen Melolonthidae. Inga underarter finns listade i Catalogue of Life.